# Kong Æthelwulf af Wessex
Æthelwulf (konge 839-858) var konge af Wessex som søn af og efterfølger til kong Egbert af Wessex, der sad ved magten fra 802 til 839. Egbert havde forenet og udvidet sit kongedømme med sønnens hjælp. Æthelwulf deltog i slaget ved Ellandun i 825 mellem Egbert og Beornwulf af Mercia, hvor Mercia led nederlag. Slaget ved Ellandun regnes som et af de mest afgørende i engelsk historie, da det endte det merciske herredømme over de sydlige kongedømmer af angelsaksisk England, og i stedet etablerede vestsaksisk dominans over det sydlige England. 
Æthelwulf sikrede sig betydelige områder, mens hans far stadig sad på tronen. Æthelwulf var gift med Osburh (omkring 839- omkring 854), datter af Oslac (Æthelwulfs betroede mand). Parret fik en datter og fem sønner, hvoraf den yngste var den fremtidige konge Alfred den store. 